# Hark! The Herald Angels Sing

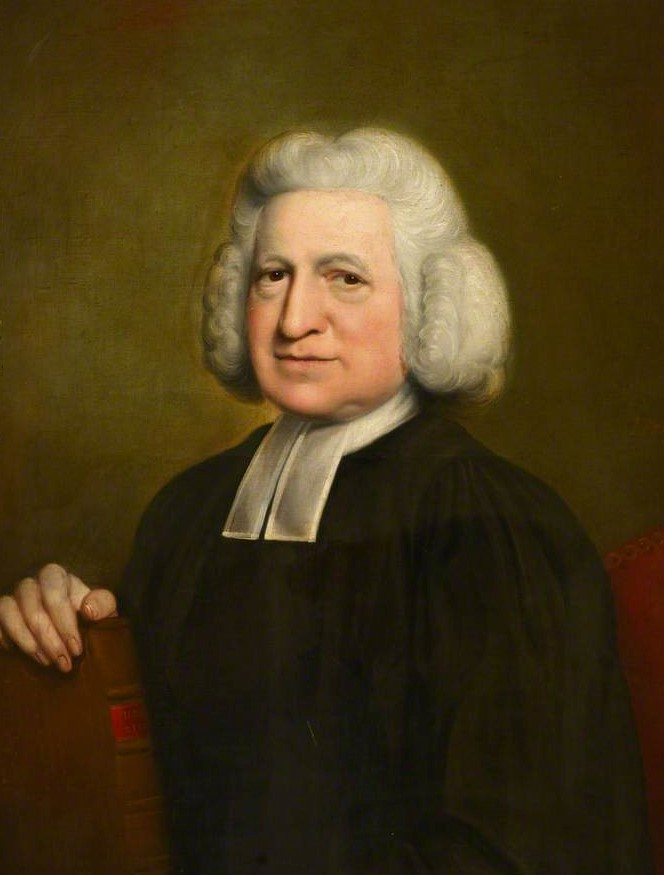
Charles Wesley

Hark! The herald angels sing è un celebre canto natalizio tradizionale, derivato dalla poesia For Christmas Day  (che iniziava con le parole Hark! how all the welkin rings), scritta dal pastore metodista e poeta inglese Charles Wesley (1707 - 1788) nel 1739 e in seguito più volte rimaneggiata da vari autori.

Il brano è accompagnato dalla melodia del Festgesang an die Künstler di Felix Mendelssohn (1809 - 1847), composto nel 1840 in onore dell'invenzione della stampa da parte di Johannes Gutenberg.
Fino all'età vittoriana, fu – insieme a  While Shepherds Watched Their Flocks by Night  – l'unico canto natalizio ad essere, non solo approvato, ma anche ammesso nelle liturgie dalla Chiesa inglese.
Il canto ha fatto parte anche della colonna sonora dei film Via col vento (1939), La vita è meravigliosa (1946) e A Christmas Carol (2009) oltre ad essere la canzone che viene cantata alla fine del film di avventura Jumanji.

## Storia
Pare che Charles Wesley trasse ispirazione per la sua poesia For Christmas Day, che – come detto – iniziava con il verso Hark Hark! how all the welkin rings, ovvero “Ascoltate! Come (ri)suona tutto il cielo”, dal suono delle campane che avrebbe udito il giorno di Natale del 1739.

La poesia/l'inno liturgico apparve quindi nella raccolta Hymns and Sacred Poems, pubblicata dallo stesso Wesley nel 1739.
Tra i numerosi autori che in seguito rividero il testo, vi furono i metodisti, amici di Wesley, George Whitefield e Martin Madam
Il canto fu accompagnato da numerose melodie, la più popolare delle quali fu Hendon o Take My Life and Let It Be. Tra il 1855 e il 1857 venne adattato al Festgesang an die Künstler di Felix Mendelssohn, composizione con molta probabilita' composta traendo ispirazione da alcuni canti corali tradizionali rimaneggiata prima di lui da altri musicisti, tra cui c'era il celebre Georg Friedrich Händel e poi giunta con Mendelssohn alla melodia attuale definitiva, poi unita da William Hayman Cummings (1831 - 1915) con il testo attuale del brano.

## Testo
Il testo, che si compone di 5 strofe, di 10 versi ciascuna, parla dell'annuncio degli angeli della Nascita di Gesù:
Hark! the herald angels sing,

"Glory to the new born King,

peace on earth, and mercy mild,

God and sinners reconciled!"

Joyful, all ye nations rise,

join the triumph of the skies;

with th' angelic host proclaim,

"Christ is born in Bethlehem!"

Hark! the herald angels sing,

"Glory to the new born King!"

Christ, by highest heaven adored;

Christ, the everlasting Lord;

late in time behold him come,

offspring of a virgin's womb.

Veiled in flesh the Godhead see;

hail th' incarnate Deity,

pleased as man with man to dwell,

Jesus, our Emmanuel.

Hark! the herald angels sing,

"Glory to the new born King!"

Hail the heaven-born Prince of Peace!

Hail the Sun of Righteousness!

Light and life to all he brings,

risen with healing in his wings.

Mild he lays his glory by,

born that man no more may die,

born to raise the sons of earth,

born to give us second birth.

Hark! the herald angels sing,

"Glory to the new born King!"

Come, Desire of nations, come,

fix in us thy humble home;

rise, the woman's conquering Seed,

bruise in us the serpent's head.

Adam's likeness, Lord, efface; 

stamp thine image in its place. 

Second Adam from above, 

Reinstate us in thy love. 

Hark! the herald angels sing,

"Glory to the new born King!"

Adam's likeness, Lord, efface,

Stamp Thine image in its place:

Second Adam from above,

Reinstate us in Thy love.

Let us Thee, though lost, regain,

Thee, the Life, the inner man:

O, to all Thyself impart,

Formed in each believing heart.

Hark! the herald angels sing,

“Glory to the newborn King!”

## Versioni in altre lingue
Il brano è stato tradotto, tra l'altro, in nynorsk con il titolo di Høyr kor englar syng frå sky (traduzione del 1978 di Kjetil Frøysa).
Esiste una traduzione italiana ufficiale della Chiesa Metodista  a cura di Giovanni Battista Niccolini. Di seguito riportiamo il testo presente in "Innario Cristiano" (Claudiana, Torino, 1922):
Su, sciogliam, fratelli, il canto,
alla gioia apriamo il core;
il Natal del Salvatore
ci rammenta questo dì.
Dall'eterne sue dimore
scese in terra il Re del cielo;
per salvarci l'uman velo
il Figliuol di Dio vestì.
Oh! sia lode, eterna gloria
al divino Redentore,
che ne sciolse dall'errore,
che ci amò d'immenso amor.
Come i Magi offriron doni
al Signore delle genti,
a Gesù che ci ha redenti
oggi noi doniamo il cor!